# Norskamerikan
Norskamerikan (alternativt skrivet Norsk-amerikan) är en amerikansk medborgare med norskt ursprung, som liksom motsvarighetsgruppen med svenskamerikaner, till en början främst härstammade från den stora gruppen av norska immigranter, som kom till USA någon gång under 1800-talet till början av 1900-talet. Majoriteten i denna folkgrupp bor än idag i de delstater där invandringen till största delen inträffade, bland annat i Minnesota, Wisconsin, North Dakota och Iowa. Norskamerikaner är idag en etablerad del av den amerikanska befolkningen, ofta med en stark känsla för både sin amerikanska och norska identitet. Dock så är det allt färre norskamerikanska hushåll som väljer att prata norska i landet, vilket har lett till att det till exempel inte längre finns någon som helst tidning/tidskrift innehållande det norska språket.

## Norskamerikaner efter delstat

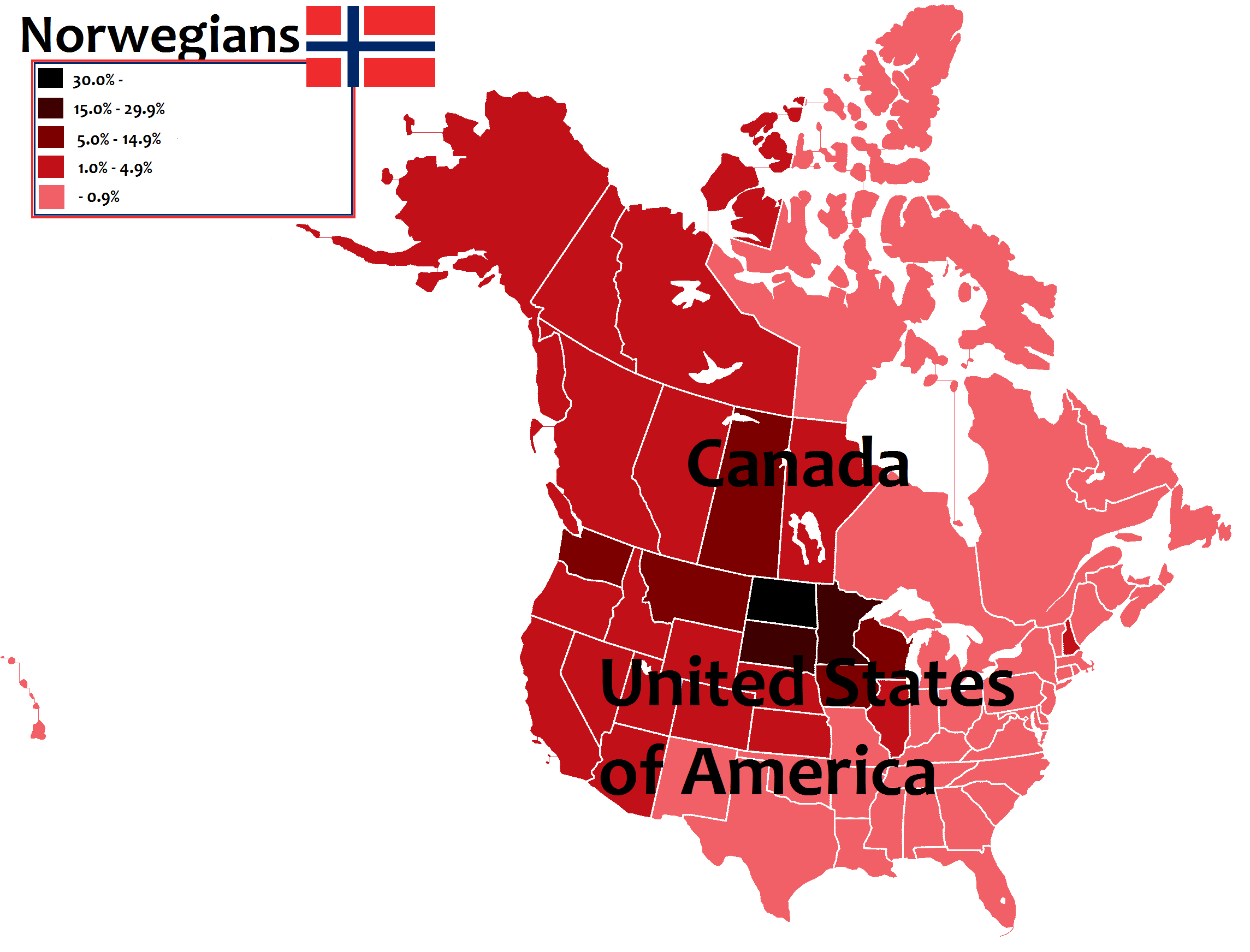
Karta som visar andelen personer med norskt ursprung i de olika delstaterna/provinserna i USA och Kanada.

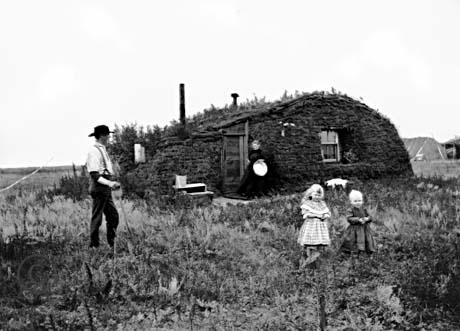
En norsk immigrantfamilj vid ett torvhus på prärien i North Dakota, år 1898. Detta bildmotiv har idag lagt grunden till de frimärken som säljs i både USA och i Norge.

De tio delstaterna med flest norskättlingar:
| Nr | Delstat      | Antal norrmän |
| -- | ------------ | ------------- |
| 1  | Minnesota    | 868 361       |
| 2  | Wisconsin    | 466 469       |
| 3  | Kalifornien  | 412 177       |
| 4  | Washington   | 410 818       |
| 5  | North Dakota | 199 154       |
| 6  | Iowa         | 173 640       |
| 7  | Illinois     | 171 745       |
| 8  | Oregon       | 164 676       |
| 9  | Texas        | 129 081       |
| 10 | Arizona      | 124 618       |

De tio delstaterna med flest norrmän i befolkningen (procentuellt):
| Nr | Delstat      | Andel norrmän           |
| -- | ------------ | ----------------------- |
| 1  | North Dakota | 33% (vita befolkningen) |
| 2  | Minnesota    | 20%                     |
| 3  | South Dakota | 17%                     |
| 4  | Montana      | 12%                     |
| 5  | Wisconsin    | 10%                     |
| 6  | Washington   | 8%                      |
| 7  | Iowa         | 6%                      |
| 8  | Alaska       | 6%                      |
| 9  | Oregon       | 5%                      |
| 10 | Wyoming      | 5%                      |